# Feng Xiaoning
Feng Xiaoning (Chinees: 冯小宁) (Jiangsu, november 1954) is een Chinees filmregisseur. Hij schreef het boek zelf voor zijn film Lovers' Grief Over the Yellow River uit 1999 en verder nog het scenario van zijn film Gada Meilin uit 2002.
Xiaoning studeerde in 1982 af aan de Art Design Department van de Beijing Film Academy. Na zijn studie werkte hij als kunstontwerper voor de China's Children Film Studio.

## Filmografie
In 1997 regisseerde hij Red River Valley (Hong he gu). De film is een liefdesdrama ten tijde van de Britse Veldtocht in Tibet van 1903-4. De film werd in China zelf een groot succes maar was in het buitenland enigszins omstreden, vooral het Verenigd Koninkrijk. De film won de Juryprijs en actrice Jing Ning was Beste actrice op het Beijing Student Film Festival. De film won twee Golden Rooster Awards, voor het Beste script en de Beste muziek en het won een Huabiao Film Award voor Beste film.
In 1999 brengt hij Lovers' Grief Over the Yellow River (Huanghe juelian) uit, een film over een Amerikaanse piloot die neerstort in de Tweede Wereldoorlog, gered wordt door het Chinese leger en aardige Chinezen tegen komt. De film won een Golden Rooster Award.
In 2001 regisseerde Xiaoning de lowbudget-film Purple Sunset (Ziri). Het is een oorlogsfilm met op het slagveld de legers van China, Rusland en Japan. De film ontving de Juryprijs op het Beijing Student Film Festival, de publieksprijs op het Hawaii International Film Festival en twee Huabiao Film Awards: de Speciale Juryprijs en de Prijs voor Technische Prestatie.
Andere films van Feng Xiaoning zijn:
- Gada Meilin (2002)
- Xin tian you (2004)
- Chao qiang tai feng (2008)